# هيثر (اسم)
هيثر (بالإنجليزية: Heather)‏ أو هيذر هو اسم علم شخصي مؤنث ومذكر من أصل إنجليزي أسكتلندي، وهم اسم لوردة الخلنج، يعتبر من الأسماء المنتشرة في الدول الناطقة بالإنجليزية من الولايات المتحدة وبريطانيا وأستراليا وكندا.

## الشخصيات
- هيثر ماتاراتزو ممثلة أمريكية
- هيثر أورايلي لاعبة كرة قدم أمريكية
- هيثر ميتس لاعبة كرة قدم أمريكية
- هيذر فورد صحفية أمريكية
- هيذر غراهام ممثلة أمريكية
- هيذر موريس ممثلة ومغنية أمريكية
- هيذر واتسون لاعبة كرة مضرب بريطانية
- هيذر ميلز عالمة بيئة وسيدة أعمال بريطانية
- هيذر لوكلير ممثلة أمريكية
- هيذر توماس ممثلة وكاتبة أمريكية